# WCT Invitational 1979
Il WCT Invitational 1979 è stato un torneo di tennis giocato sulla terra verde. È stata la 2ª edizione del torneo che fa parte del Colgate-Palmolive Grand Prix 1979. Si è giocato a Forest Hills negli USA dal 5 all'11 maggio 1979.

## Campioni

### Singolare maschile
Eddie Dibbs ha battuto in finale  Harold Solomon con il punteggio di 7–6, 6–1

### Doppio maschile
Peter Fleming /  John McEnroe hanno battuto in finale  Gene Mayer /  Sandy Mayer con il punteggio di 6–7, 7–6, 6–3